# 鳥取県道296号西谷那岐停車場線
鳥取県道296号西谷那岐停車場線（とっとりけんどう296ごう にしだになぎていしゃじょうせん）は、鳥取県八頭郡智頭町を通る一般県道である。

## 概要
八頭郡智頭町大字西谷から八頭郡智頭町大字大背に至る。

### 路線データ
- 起点：鳥取県八頭郡智頭町大字西谷（鳥取県道・岡山県道7号智頭勝田線交点）
- 終点：鳥取県八頭郡智頭町大字大背（JR西日本因美線 那岐駅前、鳥取県道295号西宇塚那岐停車場線終点）

## 路線状況

### 重複区間
- 国道53号（八頭郡智頭町大字慶所 - 八頭郡智頭町大字真鹿野）
- 鳥取県道295号西宇塚那岐停車場線（八頭郡智頭町大字大背）

## 地理

### 通過する自治体
- 鳥取県
  - 八頭郡智頭町

### 交差する道路
| 交差する道路                                 | 交差する場所 | 交差する場所 |
| -------------------------------------------- | ------------ | ------------ |
| 鳥取県道・岡山県道7号智頭勝田線              | 大字西谷     | 起点         |
| 国道53号 重複区間起点                        | 大字慶所     |              |
| 国道53号 重複区間終点                        | 大字真鹿野   |              |
| 鳥取県道295号西宇塚那岐停車場線 重複区間起点 | 大字大背     |              |
| 鳥取県道295号西宇塚那岐停車場線 重複区間終点 | 大字大背     | 終点         |

### 沿線
- 那岐郵便局
- JR西日本因美線 那岐駅

### 峠
- 大師峠（八頭郡智頭町）